# Chamarea longipedicellata
Chamarea longipedicellata är en flockblommig växtart som beskrevs av Brian Laurence Burtt. Chamarea longipedicellata ingår i släktet Chamarea och familjen flockblommiga växter. Inga underarter finns listade i Catalogue of Life.